# Ordinul „Crucea Regina Maria”
Ordinul „Crucea Regina Maria” a fost o distincție de război și de pace a României, instituită de regele Ferdinand prin Înaltul Decret nr. No. 85 din  15 februarie 1917 și ratificată prin Legea 201 din 17 martie același an. Ordinul era destinat a răsplăti „persoanelor (doamne și domni) care se vor fi distins în chestiunile sanitare”.
Ordinul a fost atribuit pentru prima dată în 1917.
De-a lungul timpului, condițiile de acordare au fost modificate de mai multe ori. După sfârșitul celui de-Al Doilea Război Mondial, ordinul a fost desființat de autoritățile comuniste.

## Istoric
Art. 1. - Se înființează un Ordin care va purta numele: „Ordinul Crucea Regina Maria”.

Art. 2. – Acest Ordin se va acorda persoanelor (doamne și domni) care se vor fi distins în chestiunile sanitare.

Art. 3. – Regulamentul acestui Ordin va prevedea forma, dimensiunile și modul cum se va purta.
Ordinul Crucea Regina Maria înființat prin legea nr. 201 din 1917, avea ca scop declarat „recompensarea serviciilor aduse țării în timp de răsboi sau în caz de epidemii în timp de pace persoanelor care se vor fi distins în chesitunile sanitare”. Toate problemele legate de administratea ordinului intrau în competența Ministerului de Război, care avea și responsabilitatea întocmirii propunerilor de decorare. Ordinul era acordat de rege prin intermediul Ministerului de Război sau „motu propio” și avea trei clase: I, II și III. Membrii ordinului erau aleși pe viață iar numărul lor era nelimitat.:p. 85
Ordinul a fost acordat în special pe perioada Primului Război Mondial, primul recipient fiind chiar regina Maria.

## Descriere
Ordinul avea forma crucii bizantine cu brațele egale, având următoarele dimensiuni: lățimea de 8 mm, grosimea de 2,5 mm și lungimea de 48 mm pentru clasa I și 40 mm pentru celelalte clase.
Fiecare braț al crucii avea două laturi: una în lungime de 20 mm și cealaltă de 10 mm. La capete brațele se termină prin câte o a treia latură de 18 mm lungime, formând cu lungimile de 20 mm unghiuri de 350  iar cu cele de 10 mm unindu-se, nu direct, ci pe o altă latură de 6 mm perpendicular pe cele de 10 mm.
La capătul de sus al brațului vertical crucea avea o toartă metalică de 5 mm de care era prins un inel oval de 20 mm, prin care se trecea panglica Ordinului, de culoare portocalie pentru toate clasele.
Funcție de clasă, Ordinul Crucea Regina Maria avea următoarele prezentări:
- Clasa I - cruce de metal emailat alb cu o bordură de aur de 0,25 mm, având pe avers la mijloc crucea roșie în email, iar pe revers monograma cu coroana în aur a Reginei Maria.
- Clasa II -  cruce de metal galben (aur) având pe avers monograma reginei iar pe revers inscripționat anul „1917”.
- Clasa III – cruce de metal brunat, având pe avers monograma reginei iar pe revers inscripționat anul „1917”.[4]

## Regulament
Ordinul „Crucea Regina Maria” clasa I se purta la gât, iar clasele II și III pe piept, în partea stângă, astfel: militarii
în rândul nasturelui al doilea dela gât, iar civilii la înălțimea primului nasture al hainei. Ordinul se purta obligatoriu cu panglici.
Ordinul se putea conferi în orice clasă, fără a fi condiționată de obținerea anterioară a unei clase inferioare. La primirea unei clase superioare, clasa inferioară era restituită, purtându-se doar ultima clasă conferită.
Ordinea de precădere a ordinului clasa I era după ordinele „Steaua României” și „Coroana României” în grad de Comandor, iar ordinele clasa II și clasa III după gradul de Cavaler a acelorași ordine.:pp 85-86

## Personalități decorate
- Mariana Drăgescu
- Virgilia Braniște

## Galerie foto

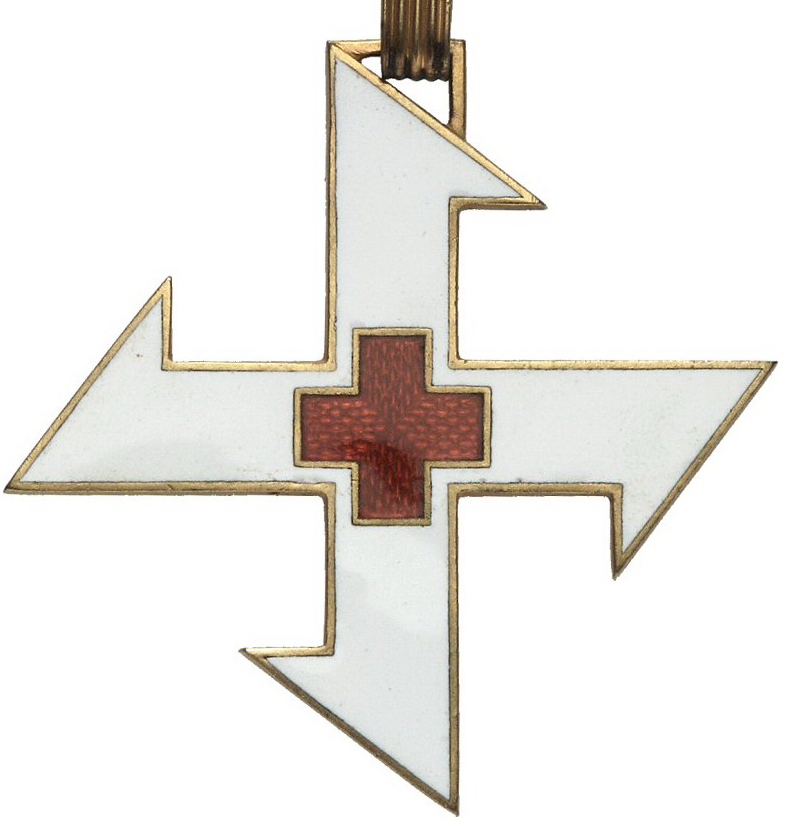
Crucea Regina Maria, clasa I - avers
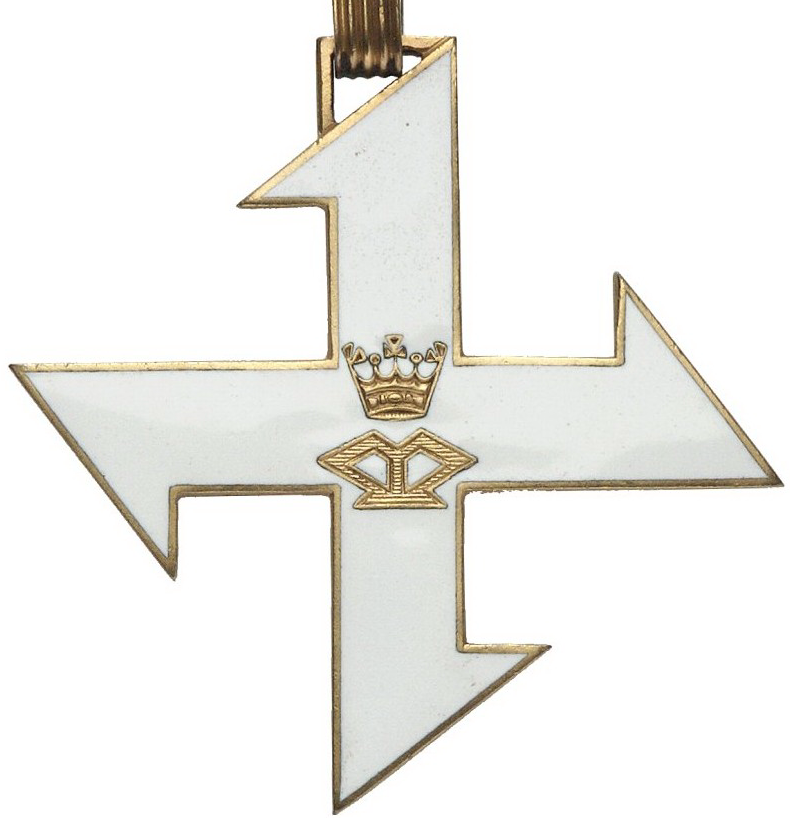
Crucea Regina Maria, clasa I - revers
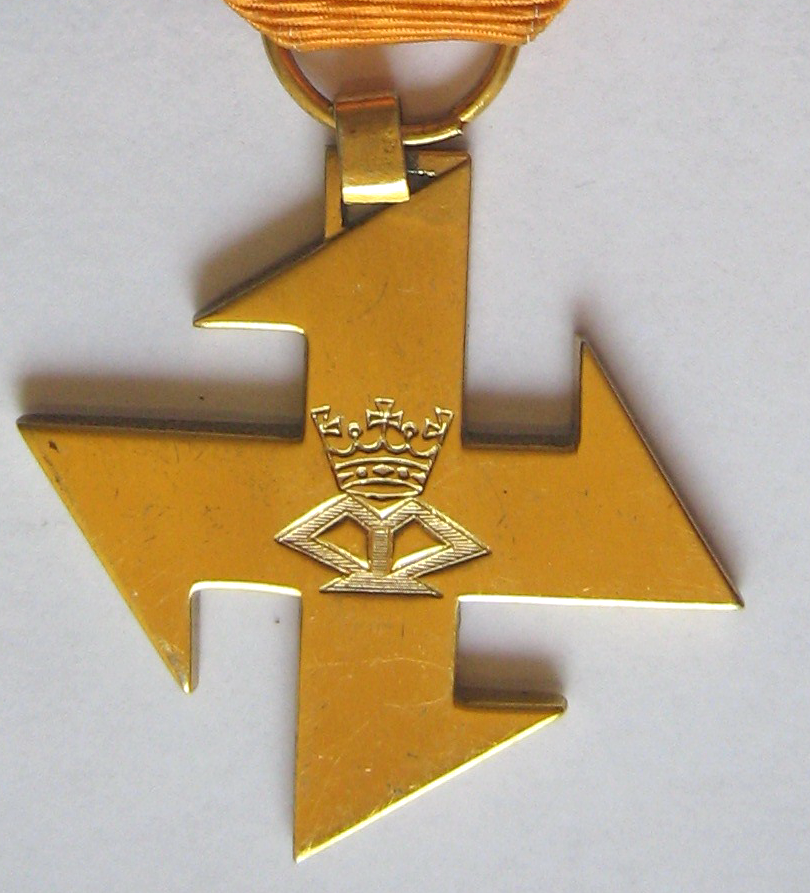
Crucea Regina Maria, clasa II - avers
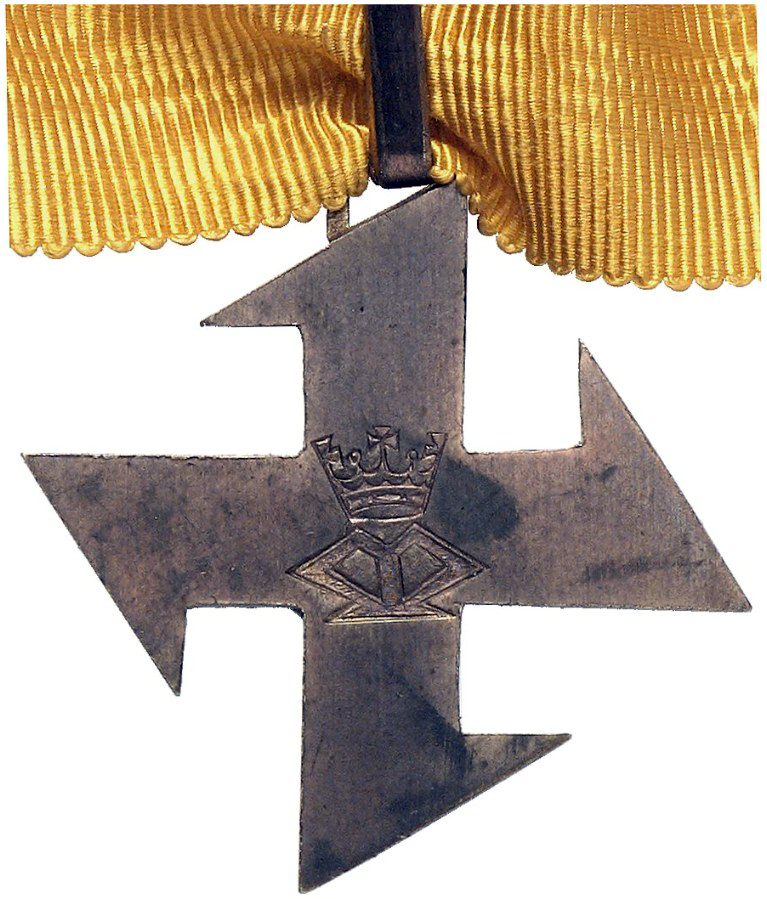
Crucea Regina Maria, clasa III - avers